# Порховская волость
Порховская волость — административно-территориальная единица в составе Порховского уезда Псковской губернии РСФСР в 1924 — 1927 годах. Центром был город Порхов.
В рамках укрупнения дореволюционных волостей губернии, Порховская волость была образована в соответствии с декретом ВЦИК от 10 апреля 1924 года из упразднённых Александровской, Бешковицкой, Дубенской, Заполянской, Шевницкой, Ясенской волостей и разделена на сельсоветы: Березский (Березовский), Казулинский, Луковищенский, Невадинский, Полонский, Селищенский, Соколихинский, Старищенский, Туготинский, Харижский, Шевницкий, Щекотухинский, Ясенский. В январе 1927 года образованы Буригский, Воротницкий, Демянский, Красноармейский, Шквертовский сельсоветы, в августе 1927 года образован Заклинский сельсовет.
В рамках ликвидации прежней системы административно-территориального деления РСФСР (волостей, уездов и губерний), Порховская волость была упразднена в соответствии с Постановлением Президиума ВЦИК от 1 августа 1927 года, а Казулинский сельсовет включен в состав Дедовичского района Псковского округа Ленинградской области, Заклинский сельсовет включен в состав Дновского района того же округа и области, остальные сельсоветы — в состав Порховского района того же округа и области.